# Marouan El Ouardani
Marouan El Ouardani (4 november 2000) is een Nederlands voetballer van Marokkaanse afkomst die als middenvelder voor RKVV DEM speelt.

## Carrière
Marouan El Ouardani speelde in de jeugd van AVV Zeeburgia, waar hij op 20 januari 2019 in het eerste elftal debuteerde. In deze met 7-4 gewonnen wedstrijd tegen Legmeervogels scoorde hij zijn eerste doelpunt bij de senioren. Na een half jaar vertrok hij naar Almere City FC, waar hij in het tweede elftal speelde. In 2020 vertrok hij naar Telstar, waar hij ook in het tweede elftal begon. Hij debuteerde in het betaald voetbal voor Telstar op 11 december 2020, in de met 2-3 verloren thuiswedstrijd tegen Almere City FC. Hij kwam in de 83e minuut in het veld voor Niels van Wetten. Ook in de met 2-0 verloren uitwedstrijd tegen MVV Maastricht viel hij kort in. Hij miste het grootste deel van het seizoen 2021/22 door een blessure. Hij kwam dit seizoen tot één invalbeurt. Hierna vertrok hij bij Telstar. In 2023 sloot El Ouardani bij RKVV DEM aan.

### Statistieken
| Seizoen                       | Club                | Land           | Competitie         | Competitie | Competitie | Beker | Beker | Totaal | Totaal |
| Seizoen                       | Club                | Land           | Competitie         | Wed.       | Dlp.       | Wed.  | Dlp.  | Wed.   | Dlp.   |
| ----------------------------- | ------------------- | -------------- | ------------------ | ---------- | ---------- | ----- | ----- | ------ | ------ |
| 2019/20                       | Jong Almere City FC | Nederland      | Derde divisie Zat. | 2          | 0          | –     | –     | 2      | 0      |
| 2020/21                       | Telstar             | Nederland      | Eerste divisie     | 2          | 0          | 0     | 0     | 2      | 0      |
| 2021/22                       | Telstar             | Nederland      | Eerste divisie     | 1          | 0          | 0     | 0     | 1      | 0      |
| 2023/24                       | RKVV DEM            | Nederland      | Derde divisie A    | 1          | 0          | 0     | 0     | 1      | 0      |
| Carrièretotaal                | Carrièretotaal      | Carrièretotaal | Carrièretotaal     | 6          | 0          | 0     | 0     | 6      | 0      |
| Bijgewerkt op 2 februari 2024 |                     |                |                    |            |            |       |       |        |        |